# Daria (série animada)
Daria é uma série de animação americana criada por Glenn Eichler e Susie Lewis Lynn para a MTV. A série enfoca Daria Morgendorffer, uma adolescente inteligente, amarga, e um tanto misantropa que observa o mundo ao seu redor. A história se passa na fictícia cidade americana suburbana de Lawndale, e é uma sátira da vida de colegial, cheia de alusões e críticas da cultura popular e classes sociais.
Daria foi originalmente transmitida a partir de 1997 a 2002, e é um spin-off da série de animação de Mike Judge, Beavis and Butt-Head, na qual Daria apareceu como uma personagem recorrente. Embora Judge tinha concordado em liberar a personagem e permiti-la aparecer num spin-off, ele não teve nenhum envolvimento na produção de Daria, pois ele estava ocupado trabalhando em King of the Hill.

## História
Daria Morgendorffer, a personagem-título e protagonista da série, apareceu pela primeira vez na MTV como uma personagem recorrente em Beavis and Butt-Head de Mike Judge. O vice-presidente sênior e diretor de criação da MTV, Abby Terkuhle, explicou que: "Quando a série se tornou um sucesso, nós criamos Daria, porque queríamos uma personagem feminina inteligente, que poderia servir como uma personagem contrastante." O design original de Daria foi criado por Bill Peckmann enquanto trabalhava para a J. J. Sedelmaier Productions, na primeira temporada de Beavis and Butt-Head. Durante a produção da última temporada, os representantes da MTV abordaram o editor de história Glenn Eichler, lhe oferecendo um spin-off da série sobre Daria, e então um episódio piloto de cinco minutos chamado "Sealed with a Kick" foi criado por Eichler (embora sido escrito por Sam Johnson e Chris Marcil) e a assistente Susie Lewis que também trabalhara na produção de Beavis e Butt-Head. A MTV aprovou e encomendou 13 episódios; Ambos Eichler e Lewis foram contratados para a série como produtores executivos.
O primeiro episódio de Daria foi ao ar em 3 de Março de 1997, cerca de nove meses antes de Beavis and Butt-Head terminar sua transmissão original. Intitulado "Esteemsters", o episódio estabeleceu que Daria e sua família se mudaram de Highland (a cidade fictícia de Beavis and Butt-Head), para Lawndale (também fictícia) devido ao Urânio encontrado na água. Assim como a introdução dos pais de Daria e a sua irmã mais nova como principais personagens coadjuvantes, também no primeiro episódio conhecemos Jane Lane, a melhor amiga e confidente de Daria. Em excepção de uma breve menção de Highland, Daria não contém quaisquer referências de Beavis and Butt-Head.

A série contou com a produção de cinco temporadas, com 13 episódios cada, e dois filmes de TV. O primeiro filme, Is It Fall Yet?, foi ao ar em 2000. Após o final da quinta temporada, a MTV planejou uma sexta temporada de seis episódios, mas a pedido de Eichler, o projeto foi cortado dando lugar ao segundo filme, Is It College Yet?, o qual serviu como o final da série, em janeiro de 2002.
Glenn Eichler, disse em uma entrevista que Daria foi criada com a finalidade de ser uma paródia do colegial, e que ele não queria um "mundo confortável e alternativo". Ele disse, "Nós não queríamos ninguém em busca da felicidade, ponto final".

### Televisão
Daria foi exibida pela primeira vez na MTV americana. Reprises foram realizadas a partir de 2 de julho de 2002 até 7 de junho de 2007 no então canal a cabo destinado a adolescentes The N.
Reprises de Daria começaram a ser transmitidas pelo canal a cabo americano Logo no outono de 2010. Os episódios também podem ser assistidos por streaming no site da MTV Americana, no site da Liquid Television, no Amazon Prime, e no Hulu. A Netflix já não dispõe mais da série em seu catálogo.
Em Maio de 2012, Daria foi reprisada no canal canadense MuchMusic durante os dias da semana. E no canal britânico Viva.
Em julho de 2012, a MTV Americana começou a transmitir uma semana de reprise de Daria como parte da série Retro Mania. O presidente da MTV Networks, Van Toffler, citou que um revival da série estaria sendo considerado, e que os criadores da série haviam sido abordados sobre a possibilidade.
Em 1º de agosto de 2016, o série começou a ser exibida na então recentemente relançada VH1 Classic. No Brasil, embora não esteja sendo transmitida por nenhum canal de TV, você pode encontrar todos os episódios legendados e disponibilizados por fãs na internet.
A série foi um dos primeiros programas não-musicais a serem emitidos pela MTV Portugal, em 2003. A 14 de setembro de 2020, a série regressou à antena do canal.

## Produção
Nenhuma outra personagem de Beavis and Butt-Head fez uma aparição em Daria. Glenn Eichler, em entrevista realizada após a transmissão da série explicou:
"Beavis and Butt-Head foram personagens muito fortes, com um tipo muito específico de humor e fãs muito leais , e é claro que eles imediatamente se identificaram. Eu senti que, referenciá-los em Daria, enquanto estávamos tentando estabelecer os novos personagens e um tipo diferente de humor, correríamos o risco de criar falsas expectativas e desapontamento nos telespectadores - o que poderia levar a uma reação negativa para o novo show e o seu tom diferente. Então, nós nos afastamos de Beavis and Butt-Head, a princípio, e uma vez em que o novo show havia sido bem recebido, não houve realmente nenhuma necessidade de qualquer liação ao antigo".
A série apenas fez referência direta aos personagens de Beavis and Butt-Head em um spot promocional do primeiro episódio. Daria fala, em voz de fundo: "Depois de deixar Highland, e aqueles dois, nós nos mudamos para Lawndale."
No filme Is It Fall Yet?, várias celebridades emprestaram suas vozes. O apresentador de Talk show, Carson Daly interpretou o tutor de verão de Quinn. A cantora de pop punk, Bif Naked interpretou a companheira de acampamento de Jane, e o cantor de rock, Dave Grohl, interpretou o pretensioso anfitrião do acampamento de arte. Várias músicas da banda Foo Fighters (da qual Grohl é o vocalista) fizeram parte da trilha sonora.

## Personagens
Na série homônima, a protagonista Daria Morgendorffer aparece na maioria das cenas. Sua mãe Hellen, seu pai de Jake, sua irmã mais nova Quinn e sua melhor amiga Jane Lane, aparecem em quase todos os episódios. Uma série de personagens secundários completam o elenco regular (vide: Lista de personagens de Daria).

## Definição
Os enredo de Daria, em grande parte, envolve a personagem central estressada, com um certo tom de cinismo e sarcasmo em uma justaposição aos valores/preocupações da cidade suburbana de Lawndale. Em uma entrevista de 2005, o co-criador da série Glenn Eichler, descreveu não de forma específica a localidade como "um subúrbio no Médio Atlântico, fora de um lugar como Baltimore ou Washington, DC. Contudo, eles poderiam ter vivido na Pensilvânia , perto da Main Line."
Para fins cômicos e ilustrativos, a representação da vida no subúrbio Americano é mostrada de forma deliberadamente exagerada. No The New York Times, a protagonista foi descrita como "uma mistura de Dorothy Parker, Fran Lebowitz, e Janeane Garofalo, usando os óculos de Carrie Donovan. Daria Morgendorffer, 16 anos e amaldiçoada com um cérebro funcional, tem a infelicidade de observar a escola, sua família e sua vida exatamente da forma que são, e a ousadia de comentar sobre elas."
A história se passa durante os anos do ensino médio de Daria e termina com a sua graduação e aprovação na faculdade. Os principais cenários da trama, além da casa dos Morgendorffer, é a Lawndale High School, uma instituição pública de ensino operando em más condições.
A dinâmica entre os personagens muda durante a quarta temporada, quando Jane começa um relacionamento com Tom Sloane, filho de uma das famílias mais ricas da cidade. Mesmo Daria hesitando em aceitá-lo a princípio, ela e Tom acabam se aproximando, culminando em um beijo no final da temporada. A emocional e cômica confusão entre Jane, Tom, e Daria se torna a peça central do filme Is It Fall Yet? e a relação entre Tom e Daria serviu para diversas histórias da quinta temporada.

## Música e Licenciamento
O tema de Daria, "You're Standing on My Neck", foi escrito e performado pela banda Splendora. A banda mais tarde criou os temas originais para os dois filmes de Daria, "Turn the Sun Down" (para Is It Fall Yet?) e "College Try (Gives Me Blisters)" (para Is It College Yet?).
O série em si não contém composições originais. Apesar de elementos do tema serem usados ocasionalmente, a trilha sonora de Daria foi tirada de músicas pop. Em sua maioria contemporâneas, inseridas durante "cenas exteriores" e, em raramente, algumas cenas com qualquer relevância de história ou consciência das personagens. Por exemplo, um episódio retrata as personagens dançando "Gettin' Jiggy wit It" de Will Smith, poucas semanas após o lançamento da música, enquanto que a sequência já havia sido projetada e animada meses antes.
Alguns pontos da história foram construídos sobre músicas específicas, como no episódio "Legends of the Mall", onde a música "Girls Just Want to Have Fun" da cantora Cyndi Lauper tornou-se um importante ponto da trama para uma sequência de fantasia. Os créditos finais dos episódios também contam com uma música licenciada, mas em algumas ocasiões, a letra ou o conceito reflete alguns aspectos do episódio precedente.
Para as versões em VHS de alguns episódios de Daria lançados em 1998 e 1999, a trilha sonora foi substituída, e "You're Standing on My Neck" é tocada durante os créditos finais. No entanto, para os episódios bônus incluídos no lançado dos dois filmes em DVD, a música foi removida quase que inteiramente.
No lançamento da série completa em DVD, o criador Glenn Eichler disse em notas que "99% das músicas foram alteradas, porque o custo de licenciamento das mesmas teria impossibilitado o lançamento da coleção (e por muitos anos impossibilitou)." Ele comparou a situação a um episódio de The Twilight Zone, onde o astronauta chega em casa, e sua mulher não consegue adivinhar o que tem de diferente nele, "... Até que ela percebe que ao invés de uma música legal de 1997... É um som que ela nunca ouviu antes. Sim, é desse jeito."

## Recepção e Legado
Em 1998, Daria era um dos programas mais bem avaliados da MTV, com o chefe da rede, Van Toffler, vendo-a como "uma boa porta-voz para a MTV. Inteligente, mas subversiva".
Durante a transmissão do programa na MTV, Daria fez parte do Cool Crap Auction em 1999, dando uma visão geral dos bens leiloados e falando "ao vivo" com o vencedor de um dos prêmios. Daria e Jane também foram anfitriãs da MTV's Top Ten Animated Videos Countdown, zombando das animações "baratas" da MTV. No final da transmissão da série, ela teve uma "entrevista" no The Early ShowdaCBS com Jane Clayson.
Daria recebeu críticas positivas durante sua transmissão original. John J. O'Connor do The New York Times escreveu sobre a estreia da série: "Com esta nova série, Daria triunfantemente rirá por último" e "Mesmo que a MTV e Beavis and Butt-Head estejam preocupados, Daria é um indispensável sopro de ar fresco. Acho que estou apaixonado." Daria recebeu um número de audiência entre 1 e 2 por cento, cerca de 1 a 2 milhões de espectadores.
G. J. Donnelly do TV Guide, escreveu sobre o episódio final da série, lamentando: "Eu já sinto falta daquela monótona. Já sinto falta daquelas botas... Mesmo em sua forma mais rebuscada, este filme de animação aborda a experiência adolescente de forma muito mais realística do que programas como Dawson's Creek." Na mesma ocasião, Emily Nussbaum escreveu para a Slate que "a série está acabando sem nunca ter tido o crédito que merecia: pela sátira social, a escrita espirituosa, e acima de tudo, por uma verdadeira personagem original". Ela particularmente destacou para exaltar que todos os personagens caminhavam "para caminhos muito diferentes na vida, baseados em suas perspectivas econômicas", dando à série um final ambíguo; "[o final é] Bem clássico: uma exploração acentuadamente engraçada das classes sociais que a maioria dos filmes adolescentes tornaria, bem, caricato."
Em 2002, o TV Guide classificou Daria como número 41 em sua lista de "50 Maiores Personagens de Desenhos Animados de Todos os tempos". Em dezembro de 2013, o Daily Telegraph incluiu Daria em sua lista de "Melhores Personagens Femininos de Desenhos Animados".

## Produtos

### VHS & DVD
Em 21 de outubro de 1997, a Sony lançou Daria. E em 31 de agosto de 1999, Daria: Disfranchised. Ambos em VHS.
Os filmes de Daria: Is It Fall Yet? e Is It College Yet? foram os dois únicos lançamentos autorizados em DVD até 2010. Cada DVD inclui também dois episódios da série, das temporadas 4 e 5 respectivamente, com a música licenciada removida. O último disco usa uma segunda versão da MTV que foi encurtada cerca de sete minutos, em comparação a versão da TV. No entanto, o DVD inclui um pequeno clip de uma aparição de Daria em Beavis and Butt-Head. Uma forma de Easter Egg no menu de abertura (alternando entre as opções do menu até o realce desaparecer).
Os DVDs foram ostensivamente codificados para a Região 1 (América do Norte).
Em julho de 2004, o co-criador Glenn Eichler falou sobre possíveis lançamentos em DVD, "Não há distribuidor ou data de lançamento, mas há um forte interesse da MTV em fazê-lo, e estamos em atividade constante para tornar isso uma realidade".
Em julho de 2009, TVShowsOnDVD.com anunciou que um lançamento em DVD da série estava previsto para 2010. Em novembro de 2009, mais detalhes surgiram sobre o lançamento, e em relação a como seria distribuído e os potenciais extras. Também foi revelado que, devido aos altos custos de licenciamento, a maioria das músicas da série seriam substituídas por covers ou músicas parecidas (embora o estúdio não tenha oficializado nada sobre isso). Em janeiro de 2010, a MTV lançou um teaser trailer em seu site para o lançamento de Daria.
Em 11 de maio de 2010, Daria: The Complete Animated Series foi lançado em DVD na América do Norte. Todos os 65 episódios, e ambos os filmes estão inclusos, embora utilizando novamente a versão editada de Is It College Yet? para este lançamento. Os extras incluem o episódio piloto, o vídeo da música "Freakin' Friends" do Mystik Espiral, apresentações do "Daria Day", bem como o top ten video countdown da MTV apresentado por Jane e Daria, entrevistas com o elenco e a equipe, e (como um extra do DVD) um script para um spin-off não produzido sobre o Mystik Espiral. A Maioria das músicas usadas nos episódios, foram substituídas por outras. A coleção está disponível para Região 2 no site da Amazon UK. O conjunto, com todo o conteúdo especial para a Região 4 (também codificado como região livre), foi lançado no dia 1 de junho de 2011. 

### Livros
- Nicoll, Peggy. The Daria Database, MTV, 1998. ISBN 0-671-02596-1
- Bernstein, Anne. The Daria Diaries, MTV, 1998. ISBN 0-671-01709-8

### Software
- Daria's Sick, Sad Life Planner (1999)
- Daria's Inferno (2000)

### GPS
No final de 2010, após o lançamento do DVD, Daria foi licenciada como voz para o sistema de GPS da Garmin e a TomTom; Piadas e frases originais foram gravadas.

## Mídia relacionada
- MTV Video Music Awards 1997, curta de animação apresentado por Daria (4 de setembro de 1997)[33]
- Daria chamada para o MTV 'Cool Crap Auction'[34]
- Daria Day 1998, maratona dos episódios de Daria, no dia da estreia da segunda temporada (16 de fevereiro de 1998), apresentada Daria e Jane.[35][36]
- Daria Day 1999, maratona de episódios de Daria em 15 de fevereiro de 1999, para o episódio de estreia da terceira temporada, apresentado por Daria e Jane.[37]
- Daria e Jane apresentaram uma maratona de episódios intitulada Sarcastathon 3000 para o episódio de estreia da quinta temporada.[38]
- Daria e Jane apresentaram um episódio de 'MTV Top 10'. Comentando o top 10 de vídeos musicais animados.[39]
- Behind the Scenes at Daria apresentado por Janeane Garofalo.[40]
- MTV's Toonumentary detailed a história e os detalhes das séries animadas da MTV.[41]
- MTV New Year's Eve 2002, o evento contou com uma breve aparição de Daria (31 de dezembro de 2001).[42]
- Look Back in Annoyance foi uma retrospectiva de meia-hora das séries da MTV, apresentado por Daria e Jane, que foi ao ar em janeiro de 2002, antes da exibição do segundo telefilme (Is It College Yet?).[43]
- Daria foi entrevistada na CBS no programa The Early Show no dia 21 de janeiro, 2002[44]
- Em 2013, CollegeHumor criou um trailer falso de um filme em live-action de Daria com Aubrey Plaza.[45]